# Jeff Cohen (compositeur)
Pour les articles homonymes, voir Jeff Cohen.
Jeff Cohen, né à Baltimore, est un acteur, compositeur, pianiste et arrangeur américain.

## Biographie
Il a entre autres travaillé pour Jane Birkin (Versions Jane), Angela Gheorghiu (Scala live), Roberto Alagna, June Anderson, François Le Roux.
- Master Class de Roman Polanski : le pianiste Eugene Kohn
- 1992 : Impressions de Pelléas de Peter Brook : le pianiste
- 1992 : Riens du tout de Cédric Klapisch
- 2003 : Les Sentiments de Noémie Lvovsky

Il a composé la musique de nombreux films et a été accessoirement acteur.

## Décorations
- Commandeur de l'ordre des Arts et des Lettres Il est promu commandeur le 12 mars 2019[1]. Il était officier de l'ordre depuis le 9 juillet 2013[2].

## Pour approfondir